# Castillo del Cerro de Alicún (Alicún de Ortega)
El Castillo de Alicún se encuentra en Alicún de Ortega, en la comarca de Los Montes en Granada, en Andalucía. Data probablemente del siglo XIV como parte del sistema defensivo de la frontera norte del Reino Nazarí. Es Bien de Interés Cultural desde el 29 de junio de 1985.

## Descripción
Actualmente el castillo de Alicún se encuentra en ruinas. Fue desmantelado y usado como cantera tras la conquista de Granada. En los siglos posteriores ha sufrido los efectos del clima y el expolio. Situado en lo alto de Peña Bermeja, una meseta a gran altura por encima del valle, con tajos en su perímetro que lo hacían inexpugnable. En la zona de menor desnivel se hallan los restos del acceso al castillo. Se observan restos de muros de mampostería, de por lo menos tres torres y barbacanas, un pozo y un aljibe, construcciones dispersas y no identificadas así como restos de cerámica altomedieval.

## Historia
Por la composición de los materiales de construcción y su finalidad defensiva se sitúa en el siglo XIV, aunque hay fuentes que lo sitúan en el siglo XIII. En el contexto de estos siglos durante la Reconquista el Castillo de Alicún es una plaza fuerte de la frontera norte del Reino Nazarí. Esta era una frontera móvil y permeable y se daban con frecuencia incursiones y saqueos y los Nazaritas se aprovechaban de las rivalidades de los señores castellanos, realizando alianzas en función de sus intereses.
Hay testimonios sobre la campaña del Infante D. Pedro que tomó el Castillo en 1318 y que terminaría en el desastre de la Vega de Granada.
Formaba parte de un amplio conjunto de atalayas y castillos defensivos: Torre del Molino, Torrecilla, Torre de Mencal, el Castillo de Montejícar y el Castillo de Píñar.